# Colpotrochia plana
Colpotrochia plana är en stekelart som beskrevs av Chiu 1962. Colpotrochia plana ingår i släktet Colpotrochia och familjen brokparasitsteklar. Inga underarter finns listade i Catalogue of Life.